# 伊江朝雄
伊江 朝雄（いえ ともお、1921年5月17日 - 2007年5月14日）は、日本の政治家、運輸官僚。位階は従三位、勲等は勲一等。参議院議員（3期）。北海道開発庁長官、沖縄開発庁長官などを歴任。沖縄県出身者初の国務大臣として知られる。

## 経歴
沖縄県那覇市出身。男爵伊江王子家当主。伊江御殿十三世伊江朝真次男・伊江朝睦の次男。伯父である貴族院議員伊江朝助の養子となる。
旧制学習院高等科を経て、1945年東北帝国大学法学部卒業。運輸省に入省。国鉄旅客局長、国鉄九州総局長、国鉄常務理事（営業担当）を歴任。
1977年の参議院議員選挙に全国区から自由民主党所属公認で立候補し初当選した。伊江の当選を目指して多くの国鉄管理職が奔走したが、その結果、鉄道管理局部長、課長、駅長ら32人が選挙違反で逮捕された。国鉄は政府や政治家から干渉を受けていたが、国鉄自身も深く政治に関わっていたことが浮き彫りとなった。
沖縄開発政務次官、参議院大蔵委員長などの要職を歴任。1989年に3選。1991年宮澤内閣で北海道開発庁長官兼沖縄開発庁長官として入閣。1994年、参議院公式訪問団団長としてブルガリアを訪問。1995年の参院選で落選し政界から引退した。
議員在職中、弾劾裁判所裁判長第一代理、参議院賀詞案起草に関する特別委員長、参議院改革協議会座長、参議院国会等の移転に関する特別委員長、関東沖縄関係団体協議会会長などを務めた。
1995年11月の秋の叙勲で勲一等に叙され、瑞宝章を受章する。
1996年、琉球新報賞、1999年には沖縄タイムス賞、2000年には沖縄県功労者表彰をそれぞれ受賞した。
2007年5月14日、リンパ腫のため、JR東京総合病院で死去した。85歳没。死没日付をもって従三位に叙された。
墓所は西麻布の長谷寺にある。

## 人物
- 重要文化財の伊江御殿墓、沖縄県有形文化財に指定されている「伊江家文書」の所有者でもあった。
- 国鉄時代は「ディスカバー・ジャパン」キャンペーンを展開し、観光ブームの火付け役を果たした。
- 国鉄在職中、雑誌『鉄道ファン』の創刊に関わった。